# Friedrich Max Müller
 Der er flere personer med dette navn, se Max Müller.
Friedrich Max Müller (6. december 1823 i Dresden - 28. oktober 1900) var en tysk filolog og orientalist. Han er søn af Vilhelm Müller og var som Max Müller en af grundlæggerne af indiske studier og var praktisk talt den, som grundlagde faget religionsvidenskab. Han skrev både videnskabelige og populære værker om temaet, og hans 50 bind store værk Østens Hellige Bøger står som et varigt monument over victoriatidens lærdom. 
Som student ved Leipzig Universitet forlod han sin interesse for musik og gik over til filologi og sanskrit, det gamle Indiens klassiske sprog. Han lærte desuden arabisk og persisk. Han studerede under Franz Bopp, den første systematisk lærde inden for indoeuropæiske sprog. I 1845 flyttede han til Paris for at studere under Eugène Burnouf og året efter flyttede han til England for at studere tekster på sanskrit i samlingerne i Det britiske Ostindiske kompagni. Det førte til en karriere i England, hvor han 1868-1875 havde den første stilling i komparativ teologi ved All Souls' College i Oxford.